# Брюэр, Полинет
Полине́т Брюэ́р (фр. Paulinette Bruère, до замужества — Пелаге́я (Поли́на) Ива́новна Турге́нева; 26 апреля 1842, Москва, Российская империя — 1919, Париж, Третья Французская республика) — внебрачная дочь русского барина и писателя Ивана Сергеевича Тургенева и белошвейки Авдотьи Ермолаевны Ивановой.

## Предки

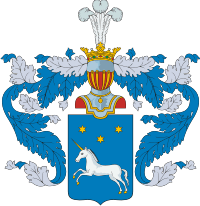
Боньча II, герб рода Тургеневых

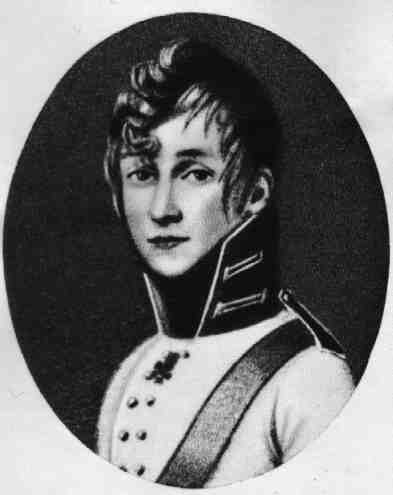
Сергей Николаевич Тургенев (1793—1834) — дедушка (по отцовской линии), рано умер, до рождения внучки не дожил 8 лет

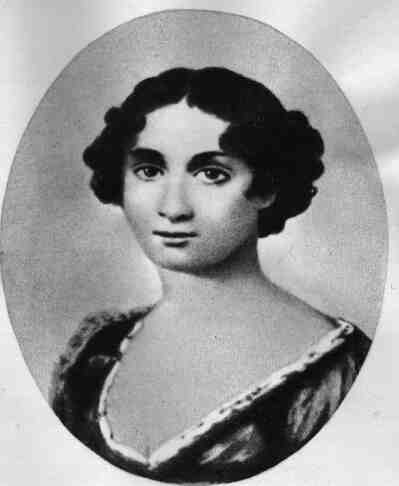
Варвара Петровна Тургенева (1787—1850) — бабушка (по отцовской линии), была старше своего супруга на 6 лет и пережила его на 16 лет

Предки девочки по отцу были представителями рода Тургеневых. Тургеневы — это древний русский дворянский род татарского происхождения, родоначальником которого был мурза Лев Турген. Про дедов по материнской линии ничего неизвестно, так как она была крепостной крестьянкой.

## Детство и переезд

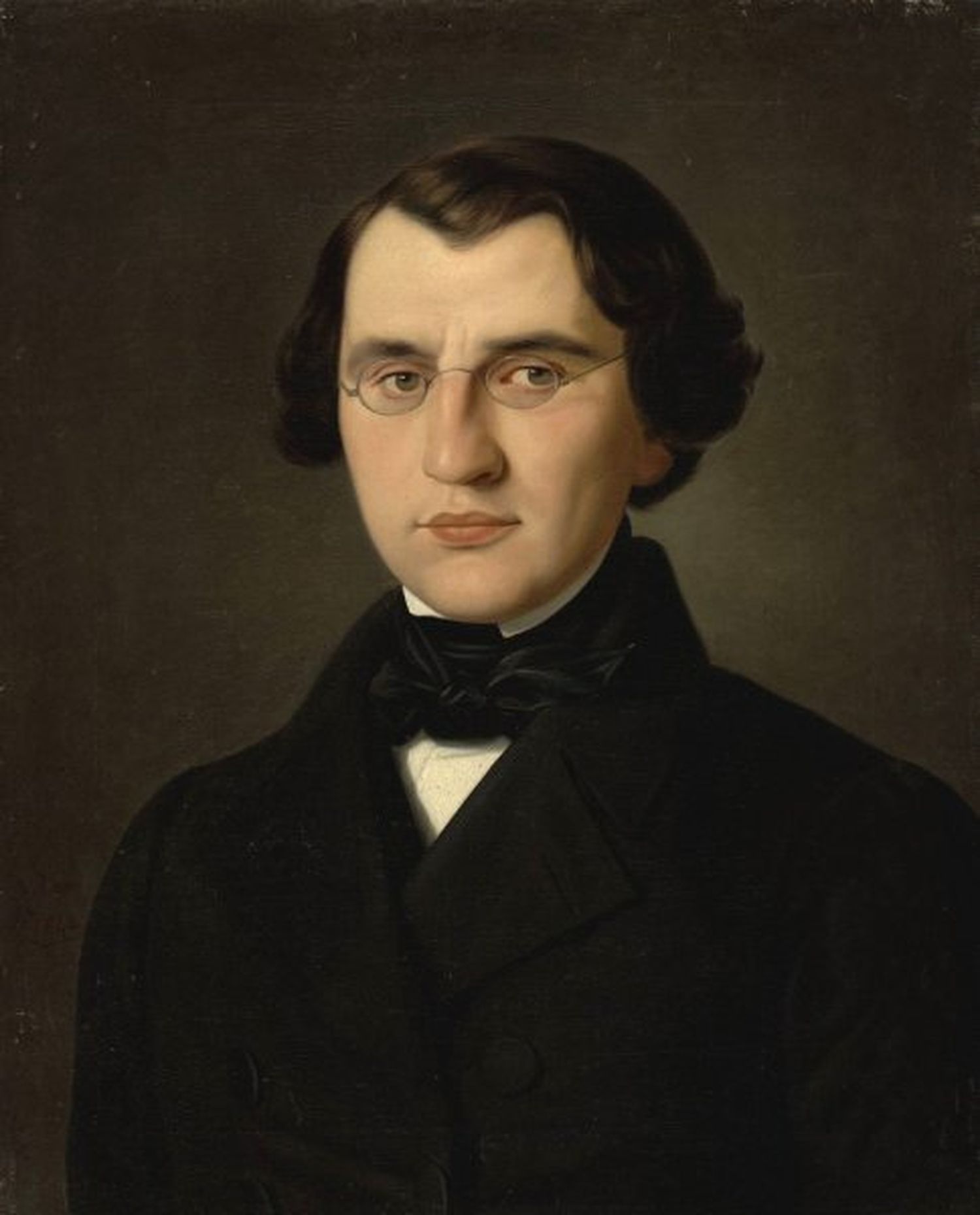
Иван Сергеевич Тургенев, отец

Родилась 26 апреля 1842 года в Москве. Отец — Иван Сергеевич Тургенев — русский барин и писатель. Мать — белошвейка Авдотья Ермолаевна Иванова — крепостная крестьянка, пренадлежавшая дворянскому роду Тургеневых. Мемуаристы так описывают Авдотью Ермолаевну:
«У Варвары Петровны в числа множества „доморощенных“ крепостных девушек-мастериц жила, между прочим, по вольному найму одна девушка „белошвейка“ по имени Евдокия Ермолаевна, или, как обыкновенно называли её, Авдотья Ермолаевна. Портрет её весьма обыкновенный; блондинка…, лицо чистое, правильно русское, глаза светло-карие, нос и рот „умеренные“; но она была женственно скромна, молчалива и симпатична».
Пелагея родилась вне брака и воспитывалась в семье крепостного Фёдора Лобанова.
Жизнь девочки в семье Тургеневых была тяжёлой. Дворня издевалась над ней, её называли «барышней» и заставляли делать непосильную работу. «По приказанию моей матери, — вспоминал Тургенев, — девочку одевали на минуту в чистое платье и приводили в гостиную, а покойная мать моя спрашивала: „Скажите, на кого эта девочка похожа?“».
В 1850 году Тургенев решил забрать девочку у бабушки и поселить её в семье Полины Виардо. Вскоре она оказалась во Франции.

## Жизнь во Франции
Во Франции её имя изменили с Пелагея на Полина (Полинет), так захотел отец. Сам же отец приехал к дочери в 1856 году, когда ей исполнилось 14 лет. Тургенев писал Боткину, что она «по-русски	забыла	совершенно,	и	я	этому рад. Ей	не	для	чего помнить	язык страны, в	которую	она	никогда	не	возвратится». Полинет почти забыла русский язык и разговаривала только на французском. Девочка плохо относилась к возлюбленной отца, и вскоре это привело к тому, что девочку отдали в частный пансион. Когда Тургенев в следующий раз приехал во Францию, он забрал дочь из пансиона, и они поселились вместе, а для Полинет была приглашена гувернантка из Англии Мария (Мэри) Иннис.
Вопреки распространённому мнению, Тургенев не «узаконил» свою дочь: до 8 февраля 1865 года она по документам именовалась Пелагеей Ивановой.
Воспитание, которое давала Полине гувернантка-англичанка, едва не послужило причиной дуэли Тургенева и Льва Толстого. Афанасий Фет рассказал о том, как это произошло:
«Тургенев стал изливаться в похвалах гувернантке и, между прочим, рассказал, что гувернантка с английской пунктуальностью просила Тургенева определить сумму, которою его дочь может располагать для благотворительных целей.
— Теперь, — сказал Тургенев, — англичанка требует, чтобы моя дочь забирала на руки худую одежду бедняков и, собственноручно вычинив оную, возвращала по принадлежности. 
— И это вы считаете хорошим? — спросил Толстой.
— Конечно, это сближает благотворительницу с насущною нуждой.
— А я считаю, что разряженная девушка, держащая на коленях грязные и зловонные лохмотья, играет неискреннюю, театральную сцену.
— Я вас прошу этого не говорить! — воскликнул Тургенев с раздувающимися ноздрями. 
— Отчего же мне не говорить того, в чем я убежден? — отвечал Толстой. 
Не успел я крикнуть Тургеневу: „Перестаньте!“ — как, бледный от злобы, он сказал: „Так я вас заставлю молчать оскорблением“».

## Замужество
В семнадцатилетнем возрасте Полинет познакомилась с молодым предпринимателем Гастоном Брюэром (1835—1885), который произвёл на Ивана Тургенева приятное впечатление, и тот дал согласие на брак дочери; кроме того, замужество дало бы ей возможность получить французское гражданство. Перед замужеством Тургенев признал Полину своей незаконнорожденной дочерью. Девушка приняла католичество. В качестве приданого отец подарил немалую по тем временам сумму — 150 тысяч франков. Девушка вышла замуж за Брюэра. В браке родились дочь Жанна (1872—1952) и сын Жорж-Альбер. Известно, что Тургенев любил Жанну и писал ей письма.
Близких отношений с Полиной у Тургенева так и не сложилось. В одном из писем он писал: «Я хочу пояснить Вам, почему именно между моей дочерью и мною мало общего, — она не любит ни музыки, ни поэзии, ни природы — ни собак, — а я только это и люблю. <…> Собственно для моей дочери это все очень хорошо — и она заменяет недостающее ей другими, более положительными и полезными качествами; но для меня она — между нами — тот же Инсаров. Я ее уважаю, а этого мало».

## Развод и жизнь в Швейцарии
Франко-прусская война нанесла большой ущерб состоянию Брюэров. К 1877 году Гастон окончательно разорился и начал пить. В марте 1882 года Полинет при содействии отца скрывалась от мужа в Швейцарии. Вскоре состояние Тургенева ухудшилось, и он скончался, не ответив на последнее письмо Полины с отчаянной просьбой о помощи. После кончины Тургенева Полина осталась практически без средств, и в последующие годы жила на наследство отца.

## Смерть
Умерла в 1919 году в возрасте 76—77 лет от рака. Через несколько лет после смерти матери умер сын. После кончины Полины большая часть её архива оказалась в руках её дочери Жанны, которая в 1933 году передала значительную часть того, что осталось от Тургенева, Государственному литературному музею, в 1935 году туда попали ещё 12 писем Тургенева к Полине. В 1955 году в Россию вернулось ещё 12 писем Тургенева; неизвестное письмо Тургенева к Полине было опубликовано в 2006 году.

## В творчестве Тургенева
Предполагают, что переживания по поводу судьбы Полины отразились в повести Тургенева «Ася». По мнению Д. Лоу, в романе «Отцы и дети» в образе Николая Петровича Кирсанова и его заботах по поводу сына и незаконнорожденной дочери Тургенев также выразил собственные чувства по поводу незаконнорожденного ребёнка и своих отношений с уже взрослой Полиной.

## Семья
Дедушка по отцовской линии — Тургенев, Сергей Николаевич.
Бабушка по отцовской линии — Тургенева, Варвара Петровна.
Отец — Тургенев, Иван Сергеевич.
Мать — Иванова, Авдотья Ермолаевна.
Супруг — Гастон Брюэр.
Дети: Жорж-Альбер Брюэр и Жанна Брюэр.